# Isoetes hickeyi
Isoetes hickeyi är en kärlväxtart som beskrevs av W.Carl Taylor och Luebke. Isoetes hickeyi ingår i släktet braxengräs, och familjen Isoetaceae. Inga underarter finns listade i Catalogue of Life.